# 君尚珍重，尚珍重，珍重
《君尚珍重，尚珍重，珍重》（Take Care, Take Care, Take Care）是美国后摇滚乐队天空爆炸的第六张录音室专辑，在英国于2011年4月18日发布，2011年4月25日欧洲发行，2011年4月26日在美国发行。专辑的特色是重混音和源自吉他的音效，不过有着明显的情绪转变。

## 曲目
1. "Last Known Surroundings" – 8:22
2. "Human Qualities" – 8:10
3. "Trembling Hands" – 3:31
4. "Be Comfortable, Creature" – 8:48
5. "Postcard from 1952" – 7:07
6. "Let Me Back In" – 10:07